# Парламентские выборы в Швейцарии (1869)
Парламентские выборы в Швейцарии проходили 31 октября 1869 года. Радикально-левая партия осталась крупнейшей парламентской партией, получив 56 из 128 мест Национального совета.

## Избирательная система
128 депутатов Национального совета избирались в 47 одно-и многомандатных округах. Распределение мандатов было пропорционально населению: одно место парламента на 20 тыс. граждан. 
Голосование проводилось по системе в три тура. В первом и втором туре для избрания кандидат должен был набрать абсолютное большинство голосов, в третьем туре достаточно было простого большинства. Каждый последующий тур проводился после исключения кандидата, набравшего наименьшее число голосов. В шести кантонах (Аппенцелль-Иннерроден, Аппенцелль-Аусерроден, Гларус, Нидвальден, Обвальден и Ури) члены Национального совета избирались кантональными советами.

## Результаты

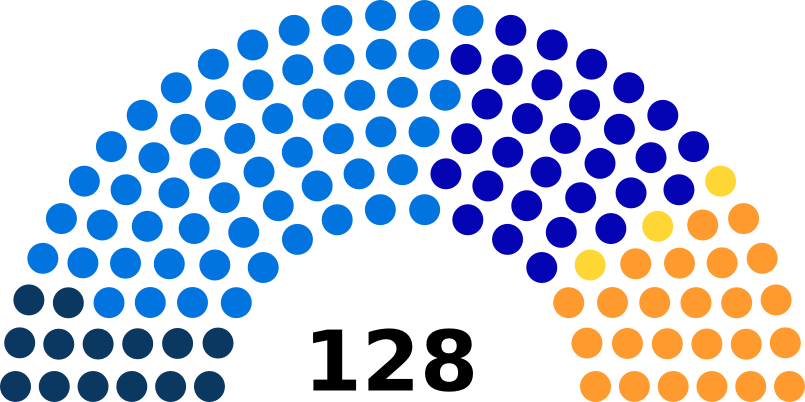
Распределение мест в Национальном совете (1869).

В кантоне Аргау была зарегистрирована наивысшая явка 85,6 %, превысившая явку в кантоне с обязательным голосованием Шаффхаузен (79,1 %), а в кантонах Швиц и Цуг — наименьшая 22,1 %.
|  | Партия                               | Голосов | %    | Мест | +/– |
|  | Радикально-левые                     |         | 37,6 | 56   | +3  |
|  | Либеральные центристы                |         | 25,9 | 31   | –8  |
|  | Католические правые                  |         | 15,5 | 23   | +2  |
|  | Демократическая группа               |         | 14,6 | 15   | +4  |
|  | Правые евангелисты                   |         | 4,1  | 3    | –1  |
|  | Независимые                          |         | 2,3  | 0    | 0   |
|  | Всего                                | 308 510 | 100  | 128  | 0   |
|  | Зарегистрированных избирателей/ Явка | 568 713 | 54,2 | –    | –   |
|  | Источник: BFS                        |         |      |      |     |